# عملية طعن كفار تفوح 2010
عملية طعن كفار تفوح 2010 هي عملية طعن وقعت في 10 فبراير 2010 في الضفة الغربية في مستوطنة كفار تفوح، عندما قام ضابط الأمن الوقائي الفلسطيني محمد خطيب بطعن الجندي الإسرائيلي الدرزي إيهاب خطيب، مما أدى لمقتل الجندي الإسرائيلي.